# Luca Corona
Luca Corona (Frascati, 28 maggio 1977) è un rugbista a 15 e allenatore di rugby a 15 italiano.

## Biografia
Cresciuto al Frascati, passò successivamente al Rugby Roma, con cui si aggiudicò lo scudetto nel 1999-2000; nella squadra della Capitale rimase fino al gennaio 2010, quando si trasferì all'Amatori Catania, squadra per la quale aveva già disputato una stagione nel Super 10 2006-07.
Terminato l'ingaggio con il club siciliano è tornato al Frascati, sua società d'origine.
Nell'annata 2014-15 è l'allenatore del Praeneste Rugby che milita nel campionato di serie C del Lazio. Nel 2016 è allenatore a Frascati.

## Palmarès
- Campionati italiani: 1
Rugby Roma: 1999-2000